# Густаво-Диас-Ордас (муниципалитет)
Густаво-Диас-Ордас (исп. Gustavo Díaz Ordaz) — муниципалитет в Мексике, штат Тамаулипас с административным центром в городе Сьюдад-Густаво-Диас-Ордас. Численность населения, по данным переписи 2010 года, составила 15 775 человек.

## Общие сведения
Название Gustavo Díaz Ordaz дано в честь президента Мексики — Густаво Диаса Ордаса.
Площадь муниципалитета равна 432 км², что составляет 0,54 % от общей площади штата, а наивысшая точка — 97 метров, расположена в поселении Лусьо-Бланко.
Он граничит с другими муниципалитетами штата Тамаулипас: на востоке с Рейносой, на западе с Камарго, на юге с другим штатом Мексики — Нуэво-Леоном, а на севере проходит государственная граница с Соединёнными Штатами Америки.

## Учреждение и состав
Муниципалитет был образован в 1968 году, в его состав входит 88 населённых пунктов, самые крупные из которых:
| Код INEGI | Населённый пункт                                                                           | Численность населения (2005 год) | Численность населения (2010 год) |
| --------- | ------------------------------------------------------------------------------------------ | -------------------------------- | -------------------------------- |
| 015       | Всего                                                                                      | 15028                            | 15775                            |
| 0001      | Сьюдад-Густаво-Диас-Ордас (исп. Ciudad Gustavo Díaz Ordaz) 26°13′56″ с. ш. 98°35′49″ з. д. | 10978                            | 11523                            |
| 0016      | Валадесес (исп. Valadeces) 26°14′01″ с. ш. 98°40′23″ з. д.                                 | 2043                             | 2009                             |
| 0018      | Венесия (исп. Venecia) 26°12′21″ с. ш. 98°33′05″ з. д.                                     | 385                              | 477                              |
| 0005      | Лусьо-Бланко (исп. Lucio Blanco) 26°06′19″ с. ш. 98°40′51″ з. д.                           | 365                              | 418                              |

## Экономика
По статистическим данным 2000 года, работоспособное население занято по секторам экономики в следующих пропорциях: сельское хозяйство, скотоводство и рыбная ловля — 14,2 %, промышленность и строительство — 37,4 %, сфера обслуживания и туризма — 46,1 %, прочее — 2,3 %.

## Инфраструктура
По статистическим данным 2010 года, инфраструктура развита следующим образом:
- электрификация: 97,5 %;
- водоснабжение: 96,6 %;
- водоотведение: 84,3 %.

## Фотографии

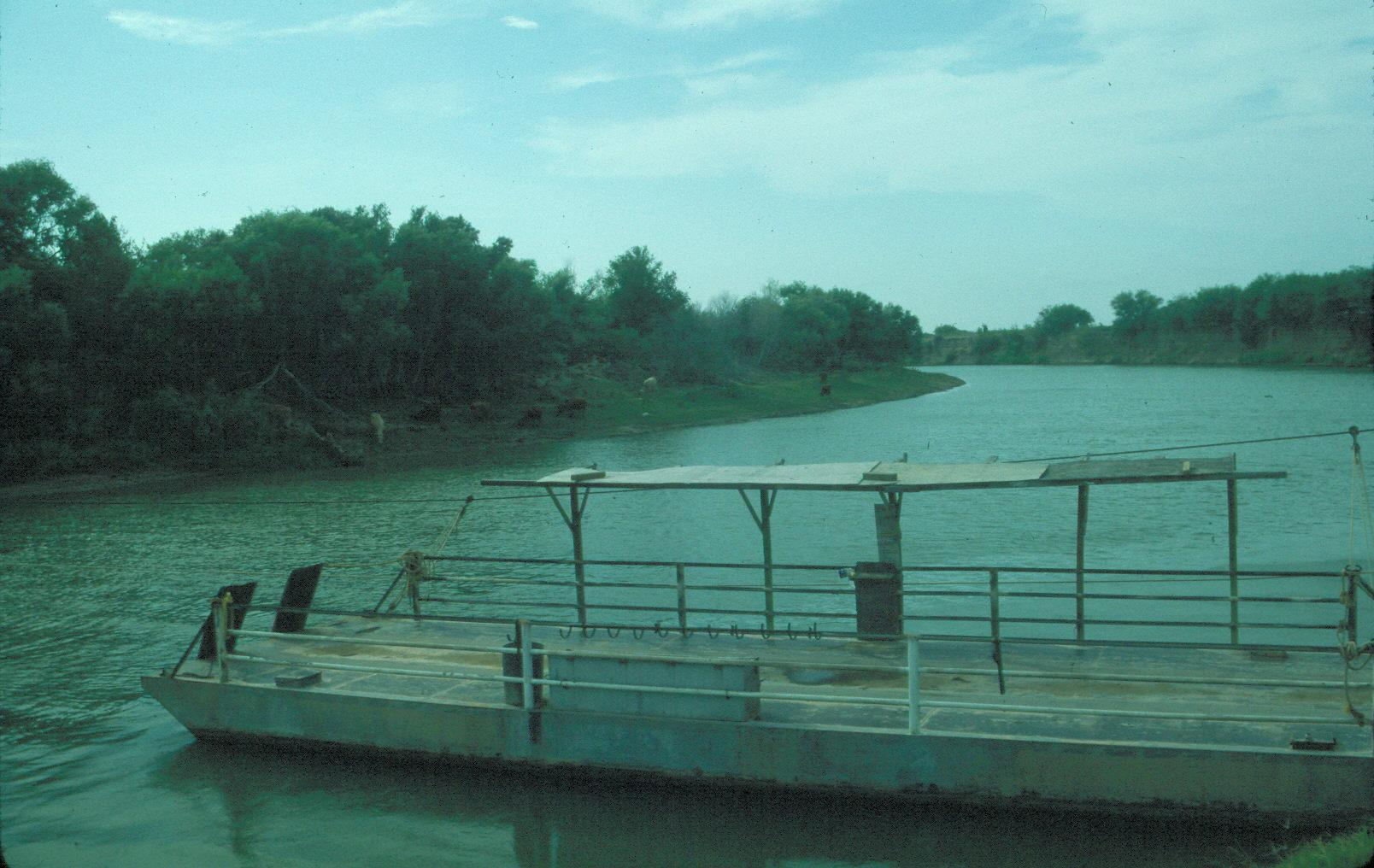
Переправа через Рио-Гранде